# The Astrophysical Journal
The Astrophysical Journal (thường được viết tắt là ApJ trong các tài liệu tham khảo và bài phát biển, phát âm: "ap jay", tạm dịch: Tạp chí Vật lý thiên văn), là một tạp chí khoa học bình duyệt về vật lý thiên văn và thiên văn học, được thành lập năm 1895 bởi hai nhà thiên văn học người Mỹ George Ellery Hale và James Edward Keeler. Tạp chí đã ngừng phiên bản in và trở thành tạp chí điện tử vào năm 2015.
Kể từ năm 1953 The Astrophysical Journal Supplement Series (ApJS) được xuất bản cùng với The Astrophysical Journal, với các bài viết thường dài hơn để bổ sung cho tài liệu của tạp chí. Nó được xuất bản 6 quyển một năm, với hai ấn phầm 280 trang mỗi quyển.
The Astrophysical Journal Letters (ApJL) là một phần khác của The Astrophysical Journal để xuất bản nhanh các tin ngắn.
Nhà xuất bản Đại học Chicago đã xuất bản ba tạp chí cho Hiệp hội Thiên văn học Hoa Kỳ, đến tháng 1 năm 2009, ấn phẩm chuyển sang IOP Publishing, sau động thái xã hội của Tạp chí Thiên văn học năm 2008. Lý do cho những thay đổi được xã hội đưa ra là nhu cầu tài chính ngày càng tăng của Nhà xuất bản Đại học Chicago. So với các tạp chí thuộc các ngành khoa học khác, The Astrophysical Journal có tỷ lệ chấp nhận lớn hơn (> 85%), tuy nhiên cũng tương tự như các tạp chí khác về thiên văn và vật lý thiên văn.
Vào ngày 1 tháng 1 năm 2022, AAS Journals, bao gồm cả ApJ, chuyển sang mô hình truy cập mở, với tất cả các bài báo mới được phát hành theo giấy phép Creative Commons và các hạn chế truy cập cũng như phí đăng ký đã bị xóa từ các bài báo đã xuất bản trước đây.

## Lịch sử
Tạp chí được George Ellery Hale và James E. Keeler thành lập vào năm 1895 với tên gọi The Astrophysical Journal: An International Review of Spectroscopy and Astronomical Physics.  Ngoài hai biên tập viên sáng lập, còn có một ban biên tập liên kết quốc tế: M. A. Cornu, Paris; N. C. Dunér, Upsala; William Huggins, London; P. Tacchini, Rome; H. C. Vogel, Potsdam, C. S. Hastings, Yale; A. A. Michelson, Chicago; E. C. Pickering, Harvard; H. A. Rowland, Johns Hopkins; và C. A. Young, Princeton. Dự định tạp chí sẽ lấp đầy khoảng cách giữa các tạp chí về thiên văn học và vật lý, cung cấp một địa điểm để xuất bản các bài báo về các ứng dụng thiên văn của kính quang phổ; về nghiên cứu trong phòng thí nghiệm liên minh chặt chẽ với vật lý thiên văn, bao gồm xác định bước sóng kim loại và khí quang phổ và các thí nghiệm về bức xạ và hấp thụ; về các lý thuyết về Mặt trời, Mặt trăng, hành tinh, sao chổi, thiên thạch và tinh vân; và về thiết bị đo đạc cho kính thiên văn và phòng thí nghiệm. Sự phát triển xa hơn của ApJ cho đến năm 1995 đã được Helmut Abt đề ra trong một bài báo năm 1995 có tựa đề "Thống kê một số điểm nổi bật của Tạp chí Vật lý Thiên văn" .

## Biên tập viên
Đây là những người đã từng giữ chức tổng biên tập của tạp chí:
- George Hale (1895–1902)
- Edwin Brant Frost (1902–1932)
- Edwin Hubble (1932–1952)
- Subrahmanyan Chandrasekhar (1952–1971)[11]
- Helmut A. Abt (1971–1999)
- Robert Kennicutt (1999–2006)
- Ethan Vishniac (từ 2006)